# Hans von Prittwitz und Gaffron

Wappen derer von Prittwitz und Gaffron

Hans Hugo Marcellus von Prittwitz und Gaffron (* 16. November 1840 in Nassadel; † 23. Februar 1916 in Brieg) war ein preußischer Generalleutnant.

## Leben

### Herkunft
Hans entstammte dem schlesischen Adelsgeschlecht von Prittwitz und Gaffron. Er war ein Sohn des Rittergutsbesitzers und preußischen Leutnants a. D. Wilhelm von Prittwitz und Gaffron (1796–1866) und dessen zweiten Ehefrau Agnes, geborene Bieneck (1815–1893).

### Militärlaufbahn
Prittwitz trat am 1. April 1860 als Avantageur in das 11. Infanterie-Regiment der Preußischen Armee in Breslau ein. Er wurde dem 11. kombinierten Infanterie-Regiment zugewiesen, das sich durch die A.K.O. vom 5. Mai 1860 aus den drei Landwehr-Stamm-Bataillonen aus Glatz, Brieg und Münsterberg formierte. Aus diesem formierte sich am 4. Juli das 4. Niederschlesische Infanterie-Regiment Nr. 51. Hier wurde er am 19. September zum Fähnrich ernannt und am 27. Juli 1861 zum Sekondeleutnant befördert. Zum 1. April 1865 wurde er Bataillonsadjutant. Während des Deutschen Krieges wurde er am 1. Juli Regimentsadjutant und nahm an den Schlachten bei Skalitz, Schweinschädel und Königgrätz, der Kanonade von Kukus sowie dem Gefecht bei Nachod teil. Für sein Wirken erhielt Prittwitz den Kronen-Orden IV. Klasse mit Schwertern.
Nach dem Krieg stieg er Mitte September 1867 zum Premierleutnant auf, war während des Krieges gegen Frankreich ab Ende November 1870 Adjutant der 21. Infanterie-Brigade und nahm an der Belagerung von Paris teil. Dafür wurde er mit dem Eisernen Kreuz II. Klasse ausgezeichnet.
Mit seiner Beförderung zum Hauptmann wurde er am 11. April 1873 von seinem Kommando entbunden und zum Chef einer Kompanie im 4. Niederschlesischen Infanterie-Regiment Nr. 51 ernannt. Unter Versetzung zum 6. Westfälischen Infanterie-Regiment Nr. 55 erfolgte am 14. Februar 1880 seine Kommandierung als Adjutant beim Generalkommando des IX. Armee-Korps in Altona. Unter Belassung in diesem Kommando wurde er am 18. September 1881 zum Major befördert und in das 8. Pommersche Infanterie-Regiment Nr. 61 nach Thorn versetzt. Im 7. Brandenburgischen Infanterie-Regiment Nr. 60 in Weißenburg wird der Stabsoffizier am 20. August 1884 zum Bataillonskommandeur ernannt. Mit seiner Beförderung zum Oberstleutnant wurde er unter gleichzeitiger Ernennung zum etatmäßigen Stabsoffizier nach Rawitsch in das 3. Niederschlesische Infanterie-Regiment Nr. 50 versetzt.
Unter Stellung à la suite des Regiments wurde Prittwitz am 4. November 1890 mit der Führung des in den Freien Hansestädten Hamburg und Lübeck in Garnison liegenden 2. Hanseatischen Infanterie-Regiments beauftragt. Mit seiner Beförderung zum Oberst am 18. November wurde er dessen Kommandeur. Daran schloss sich ab dem 14. Mai 1894 eine Verwendung als Generalmajor und Kommandeur der 14. Infanterie-Brigade in Halberstadt. In dieser Eigenschaft erhielt er anlässlich des Ordensfestes im Januar 1896 den Roten Adlerorden II. Klasse mit Eichenlaub und wurde am 20. Juli 1897 in Genehmigung seines Abschiedsgesuches mit der gesetzlichen Pension zur Disposition gestellt. Er verbrachte seinen Lebensabend in Brieg und verstarb während des Ersten Weltkriegs.

### Familie
Prittwitz hatte sich am 26. April 1870 in Schweidnitz mit Marie von Zawadzky (1840–1909) verheiratet. Aus der Ehe ging die Kinder Margot (1873–1878), Max (1876–1956), Bernhard (* 1878) und Cordula (* 1879) hervor.

## Schriften
- Personal-Bestand der Familie v. Prittwitz am 1. Januar 1875. Ludwig, Oels 1875. (Digitalisat)
- Verzeichniss gedruckter Familiengeschichten Deutschlands und der angrenzenden Länder und Landestheile. Sittenfeld, Berlin 1882. (Digitalisat)